# Institut universitaire de France
Ne doit pas être confondu avec Institut de France.
Pour les articles homonymes, voir IUF.
L'Institut universitaire de France (en abrégé IUF) regroupe un ensemble d'enseignants-chercheurs de toutes les disciplines et sur tout le territoire, sélectionnés par un jury international pour la qualité exceptionnelle de leurs recherches, appelés membres, bénéficiant d'une décharge à hauteur de deux tiers de leurs charges d'enseignement, d'une prime et d'une dotation budgétaire. 
Les membres sont répartis en deux catégories, les juniors et les seniors et sur trois types de chaires : chaires fondamentales, innovation ou médiation scientifique. Ils sont nommés pour cinq ans et un même enseignant-chercheur peut être nommé jusqu'à trois fois à l'IUF au cours de sa carrière. 
Le statut de membre senior est destiné à des enseignants-chercheurs dont la qualité des recherches est reconnue internationalement [et à qui] il est important de permettre de créer le savoir dans de bonnes conditions et aussi de le diffuser au sein même de l'université qui les a aidés, là où ils ont développé leur laboratoire et leur équipe de recherche.»
Le statut de membre junior est destiné à de jeunes enseignants-chercheurs d'au plus 42 ans au 1er janvier de l'année de nomination, professeurs des universités ou maîtres de conférences, dont la qualité est exceptionnelle et qui sont dans une phase de création pendant laquelle ils ont besoin d'être déchargés partiellement de leurs cours et de certaines obligations administratives.
L'Institut universitaire de France est constitué administrativement comme un service du ministère chargé de l'Enseignement supérieur et les enseignants-chercheurs, membre de l'IUF, sont placés en délégation auprès du ministère à hauteur des 2/3 de leur temps d'activité. Pendant toute leur période de délégation, ils poursuivent leurs activités de recherche dans leurs établissements, auprès de leurs collègues et continuent à assurer un service d'enseignement (réduit) auprès de leurs étudiants.

## Présentation
L'Institut universitaire de France est créé par décret le 26 août 1991 sous le ministère de Lionel Jospin.
Selon la circulaire n°91-301 du 15 novembre 1991, la création du statut de membre de l'Institut Universitaire de France s'inscrit dans le « double défi de l'université française […] d'être à la fois une université de masse mais aussi une université de grande qualité, [rendant indispensable] d'encourager les recherches et l'enseignement de très haut niveau tout en répondant à des besoins plus généraux.» La création de ce statut poursuit trois objectifs, « encourager les universités et les universitaires à l'excellence, montrer que l'excellence peut s'épanouir en harmonie avec la politique d'aménagement du territoire, montrer qu'il est possible de créer pour cela une structure légère.»
Selon l'Arrêté du 4-12-2024 portant approbation du règlement intérieur de l'Institut universitaire de France, ce dernier a pour mission de favoriser le développement de la recherche de haut niveau dans les établissements publics d’enseignement supérieur relevant du ministère chargé de l’enseignement supérieur (non compris les établissements relevant de l’article L. 123-1 du Code de l’éducation) et de renforcer l’interdisciplinarité, en poursuivant trois objectifs :
1° encourager les établissements et les enseignants-chercheurs à l’excellence en matière de recherche fondamentale, d’innovation et de médiation scientifique avec les conséquences positives que l’on peut en attendre sur l’enseignement, la formation des jeunes chercheurs et plus généralement la diffusion des savoirs vers la société, ainsi qu’en termes de succès aux appels à projets européens ;
2° contribuer à la féminisation du secteur de la recherche ;
3° contribuer à une répartition équilibrée de la recherche universitaire dans le pays, et donc à une politique de maillage scientifique du territoire.
L’IUF constitue ainsi un réseau de l’excellence universitaire en France et à l’étranger.
Les membres
- sont placés en position de délégation auprès de l'Institut universitaire de France, mais demeurent dans leur université d'appartenance,
- bénéficient d'un allégement des 2/3 de leur service statutaire d'enseignement, soit un service de 64 heures d'enseignements équivalent TD annuelles,
- bénéficient de crédits de recherche spécifiques sont versés chaque année à leur équipe ou leur laboratoire. La somme, de 15 000 euros par an, est restée la même qu'à la création de l'IUF en 1991 (100 000 francs de l'époque) ; cependant, le nombre annuel de nouveaux membres est progressivement passé de 40 en 1991 à 200 en 2023,
- bénéficient automatiquement de la prime d'encadrement doctoral et de recherche,
- doivent produire un rapport scientifique et financier à l'issue des cinq ans de leur délégation,
- doivent contribuer au rayonnement scientifique local, national et international dans un souci délibéré d'interdisciplinarité.

Le nombre de postes ouvert chaque année, fixé à l’origine à 40 (15 seniors et 25 juniors), a été régulièrement augmenté depuis 2006. En 2013, il a été fixé à 110, 70 membres juniors et 40 membres seniors, la Loi de programmation de la recherche 2021-2030 a progressivement porté ce nombre à 200, 100 membres juniors et 100 membres seniors. Elle a également introduit la distinction entre chaires fondamentales, innovation et médiation scientifique.
Au 1er septembre 2010, 935 enseignants chercheurs, soit environ 2 % du total des enseignants-chercheurs en poste dans les universités françaises, ont bénéficié ou bénéficient du statut de membres de l'Institut Universitaire de France.
Chaque année, un colloque réunit l'ensemble des membres de l'Institut Universitaire de France.

## Jurys de sélection
Les jurys de sélection sont partiellement renouvelés chaque année. Ils comportent au moins 40% de membres en poste à l'étranger et ce caractère international est une des spécificités de l’IUF . Le recours aux meilleurs experts mondiaux évite tout risque de cooptation et garantit la haute qualité des nominations à l'IUF.
Ce sont le Collège de France, l’Académie des sciences, l'Académie des sciences morales et politiques et la Conférence des présidents d'université qui proposent les noms des personnalités pressenties pour composer le jury. Sa composition est ensuite rendue publique. Le jury s'appuie, pour l’évaluation des dossiers de candidatures, à des experts de haut niveau scientifique, deux par candidat, pour disposer d’un avis disciplinaire éclairé. Des déclarations d’intérêt garantissent l'indépendance des experts et des jurés vis-à-vis des dossiers dont ils ont la charge.
Ces évolutions sont en partie liées aux nominations à l'Institut universitaire de France de septembre 2008 qui ont provoqué une vive controverse. La polémique porte sur la nomination de membres supplémentaires, parmi lesquels Michel Maffesoli, dont l'économiste et président du jury Élie Cohen avait déclaré qu'il « n'aurait jamais été retenu par le jury même s'il y avait eu plus de places »,. Certains membres des jurys senior et junior de l'Institut avaient protesté contre ces nominations en faisant circuler, le 24 septembre 2008, une déclaration où ils s'indignaient « du manque de transparence et des nominations de 2008 ». Cette contestation avait reçu le soutien de la Société de mathématiques appliquées et industrielles (SMAI) et de l'Association française pour l'information scientifique (AFIS).

## Administrateurs
- Christiane Marchello-Nizia (1991-1993)
- Michel Pouchard (1993-1997)
- Christiane Marchello-Nizia (1997-2000)
- Paul Clavin (2000-2005)
- Marie-Paule Pileni (2005-2010)
- Marie-Claude Maurel (2010-2013)
- Michel Cogné (2013-2018)
- Olivier Houdé (2018-2023)
- Elyès Jouini (depuis 2023)[9]